# جوزيبي جوراتو
جوزيبي جوراتو (مواليد 1850) هو مبارز بالسيف إيطالي، مثّل بلاده في الألعاب الأولمبية الصيفية 1900.

## روابط رياضية
جوزيبي جوراتو على موقع اللجنة الأولمبية الدولية (الإنجليزية)
- جوزيبي جوراتو على موقع أوليمبيديا (الإنجليزية)